# النظرة اليهودية ليسوع
لا يعتبر يسوع في اليهودية شخصية مرسلة من قبل الإله، فهو ليس الماشيح ولا حتى نبي بوصفه لم يتمم النبؤات الكتابية حوله؛ الانتقادات اليهودية لشخص يسوع بدأت منذ رسالته، إذ تذكر الأناجيل وصفه من قبل رجال الدين اليهود بالممسوس من قبل الشيطان؛ وأراد الحاخام الأكبر جمالائيل الثاني بعد خراب الهيكل عام 70 أن يضيف في الصلوات اليومية لعنات ضد المارقين على اليهودية ومن بينهم حسب رأيه يسوع، إلا أنه عاد وعدل عن ذلك؛ في حين قال الرابي موسى بن ميمون في كتابه «ميشناه التوراة»:
| النظرة اليهودية ليسوع | أما عن يسوع الناصري الذي ادعى أنه المسيّا، وقُتل بأمر المحكمة، كان النبي دانيال قد سبق وتنبأ عنه: "وأطفال ثوار شعبك سيرفعون أنفسهم لمرتبة النبوة فيتعثرون"، فهل يمكن أن توجد صخرة عثرة أكبر من هذه؟ كل الأنبياء أجمعوا على أن المسيّا سوف يخلص إسرائيل وينقذه وبأنه سيجمع المشتتين ويقيم الوصايا، بينما سبب الناصري ضياع إسرائيل بحد السيف وتفرق من تبقى منهم في كل مكان، كما أنه غيّر التوراة وتسبب بحصول خطأ فظيع." | النظرة اليهودية ليسوع |

الانتقاد اليهودي ليسوع يعود فترة طويلة؛ ويتضمن التلمود، والذي كتب وجمع من القرن الثالث إلى القرن الخامس الميلادي، قصصًا كانت تعتبر خلال العصور الوسطى حكايات مسيئة عن يسوع. وفي واحدة من هذه القصص، يوصف («يسوع الناصري»)، كمرتد بذيء من قبل المحكمة اليهودية العليا وأتهم بنشر عبادة الأصنام وممارسة السحر. وغالبية العلماء المعاصرين يعتبرون أن هذه المادة لا توفر أي معلومات عن يسوع التاريخي. ويعتبر علماء التلمود المعاصرين هذه تعليقات تتطرق إلى العلاقة بين اليهودية والمسيحيين أو الطوائف الأخرى، بدلاً من التعليقات على يسوع التاريخي. وفي مشناه توراة، وهو عمل في أواخر القرن الثاني عشر عن الشريعة اليهودية كتبه موسى بن ميمون، ينص على أن يسوع هو «حجر عثرة» الذي يجعل «غالبية العالم يخطئ ويخدم إلهًا غير الرب». ويحتوي الأدب العبري في العصور الوسطى على «حياة يسوع» القصصية والمعروفة أيضًا باسم طليدوت يشو (بالعبريَّة: ספר תולדות ישו)، والتي وصف فيها يسوع بأنه ابن يوسف النجار، كابن بانديرا الروماني. ويصور النص يسوع كمحتال.
كذلك فإن اليهودية الإصلاحية تعلن بشكل صارم بأن كل يهودي يصرح بان يسوع هو المسيح المخلص فهو ليس بيهودي بعد، فبحسب التقليد اليهودي فأن السماء لم ترسل أنبياء بعد عام 420 ق.م، فيكون بذلك النبي ملاخي هو آخر الأنبياء في اليهودية وهو سابق للمسيح بأربعة قرون. لم يمنع ذلك، مدح بعض الشخصيات اليهودية يسوع والكتابة عنه بشكل إيجابي، منهم الفيلسوف التشكيكي باروخ سبينوزا الذي اعتبره لا نبيًا فحسب بل «صوت الله»، وموسى مندلسون وهو من مفكرين حركة التنوير اليهودية الذي أعتبر يسوع معلمًا أخلاقيًا ويهوديًا، والفيلسوف اليهودي مارتن بوبر الذي أعتبر يسوع شخصية ذات شأن.
قال الحاخام موسى بن ميمون كبير الاهوتيين اليهود في العصور الوسطي بإن سلطة إله إسرائيل لا تنحصر باليهود، بل تمتد إلى الأمم الأخرى، الذين يحرم عليهم -حسب معظم الآراء الحاخامية- أن يعبدوا آلهة أخرى، وإن كان يجوز لهم أن يشركوا بالله آلهة أخرى (استخدمت هذه الفكرة أساسًا من أجل السماح بالتعامل مع المسيحيين، حتى لا يعتبروا وثنيين يحرم التعامل العملي معهم «حتى الأديان الأخرى التي تمزج التوحيد بالخرافة، مثل النصرانية، كانت جزءًا من خطة إلهية لتمهيد الطريق للمشيح الحقيقي. فالعالم عرف التوراة، وتوحدت العبادة بشكل ما، حتى لو كان مشوشًا».

### الخلاف حول هوية المسيح

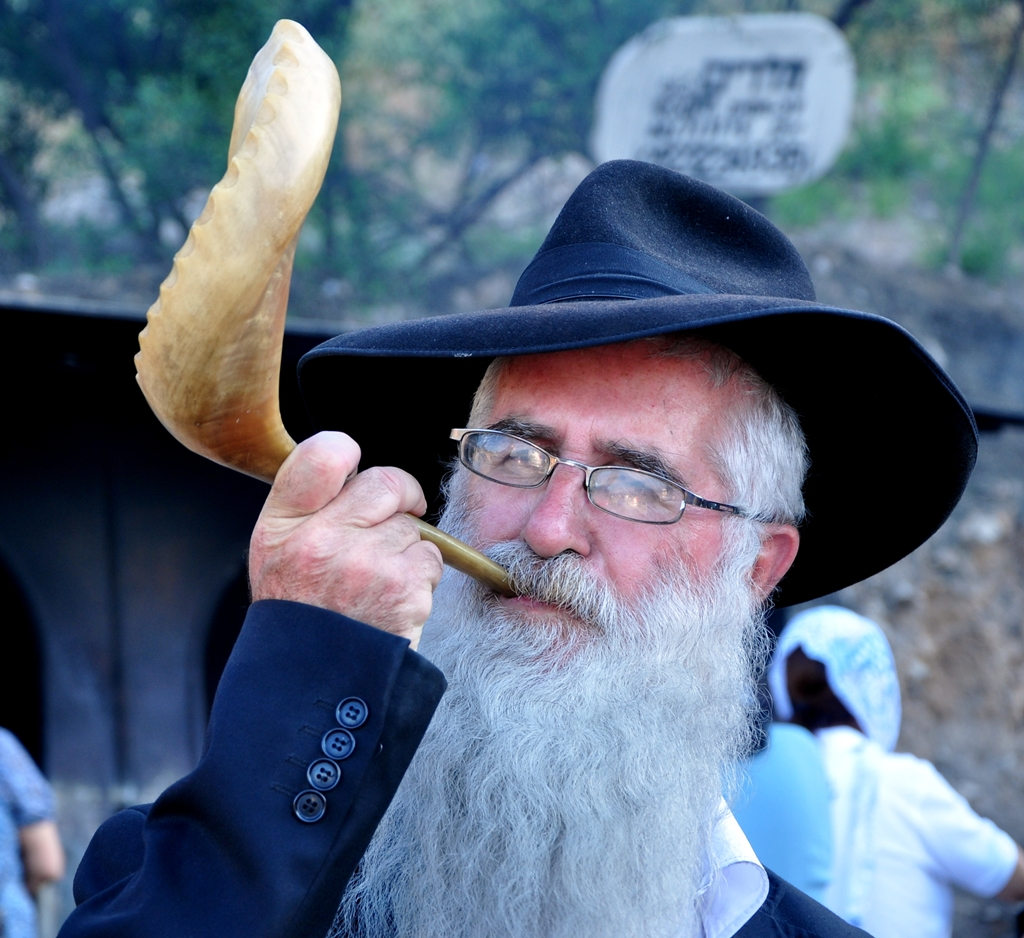
يهودي حريدي ينفخ في الشوفار.

يرجع الخلاف بين اليهود والمسيحيون حول اعتبار يسوع الناصري هو المسيح؛ بسبب أن اليهود ينتظرون ملكًا أرضيًا محاربًا يحقق النبؤات بشكل مادي، وليس ملكًا سماويًا أو ابن الله يحقق النبؤات بشكل روحي، ويري اليهود أن المسيحية قامت بتحريف ترجمة وتفسير النبؤات واقتطاع النبؤات عن سياقها وإسقاطها علي يسوع بإعتبار قيامته المزعومة من الموت هي التأكيد النهائي أنه هو المسيح، وليس عرض مدي توافق يسوع مع النبؤات المسيانية.
أما المسيحيون، في المقابل، يرون أن يسوع حقق النبوات بطريقة روحية وليس حرفية/سياسية، وأن في مجيئه الأول، جاء يسوع كمسيح روحي ليخلص الناس من الخطيئة، ويملك عليهم مُلكًا سماويًا روحيًا بإعتباره ابن الله الذي دُفع إليه كل سلطان في السماء وعلي الأرض، وتجثو بإسمه كل ركبة. وفي المجيء الثاني (المستقبلي)، سيحقق بقية النبؤات، مثل السلام العالمي وجمع المؤمنين به من أطراف الارض والقضاء على الشر، لكن لا يقتنع اليهود بذلك بسبب أن الأنبياء تكلموا عن مسيح ذو صفات سياسية واضحة وسيحققها في وقت واحد وليس علي مجيئين، وأن يسوع ليس فقط فشل في تحقيق أي من النبؤات الرئيسية بل تنبأ بأحداث لم تتحقق مطلقا مثل تنبؤه بمجيئه السريع في الجيل المعاصر له؛ مما يؤكد أن يسوع ليس المسيح الحقيقي بل كذلك ليس نبيا، وأن المعجزات المنسوبة له -إن حدثت- فليست دليلا علي أنه نبيا؛ لأن التوراة تذكر أن الله قد يرسل أنبياء كذبة بمعجزات لاختبار اليهود وأن طلاما هؤلاء الأنبياء خالفوا التوراة أو لم تتحقق تنبؤاتهم أو دعوا لعبادة آلهة أخري فهم أنبياء كذبة ومستحقين للقتل «إذا قام في وسطك نبي أو حالم حلما، وأعطاك آية أو أعجوبة، ولو حدثت الآية أو الأعجوبة التي كلمك عنها قائلا: لنذهب وراء آلهة أخرى لم تعرفها ونعبدها، فلا تسمع لكلام ذلك النبي أو الحالم ذلك الحلم، لأن الرب إلهكم يمتحنكم لكي يعلم هل تحبون الرب إلهكم من كل قلوبكم ومن كل أنفسكم» «وأما النبي الذي يطغى فيتكلم باسمِي كلامًا لم أُوصِه أن يتكلم به، أو الذي يتكلم باسم آلهةٍ أخرى، فيموت ذلك النبي». بينما تري المسيحية أن الله تدرج في إعلان طبيعة المسيح بحسب استعداد الناس مع وضع تلميحات مثل «إلها قديرا أبا أبديا رئيس السلام»، «يميت المنافق بنفخة شفتيه»؛ وذلك لان في العهد القديم، كان الشعب في بيئة تاريخية وثقافية تفهم الملكوت والسيادة بلغة سياسية وأرضية. لو أُعلن الأنبياء مباشرة: «سيأتي ابن الله في الجسد ويموت مصلوبًا ليخلّص العالم روحيًا»، فالغالب أنهم كانوا سيرفضون أو يسخرون، لأن الفكرة بعيدة جدًا عن أفقهم الديني والسياسي في ذلك الزمن. أشبه بما لو شرحت لطفل في الابتدائية نظرية الكم مباشرة — لا بد أن تبدأ بالصور والقصص والأمثلة قبل الدخول في التجريد.